# Danndorf
Danndorf település Németországban, azon belül Alsó-Szászország tartományban. Lakosainak száma 2581 fő (2023. december 31.). Danndorf Rühen, Grafhorst és Velpke községekkel határos.

## Népesség
A település népességének változása:
| Lakosok száma | 2093 | 2428 | 2447 | 2404 | 2527 | 2534 | 2581 |
|               | 2010 | 2016 | 2017 | 2019 | 2021 | 2022 | 2023 |